# Strömstad
Strömstad – miejscowość w Szwecji. Siedziba władz administracyjnych gminy Strömstad w regionie Västra Götaland. Około 6 110 mieszkańców.

## Przypisy

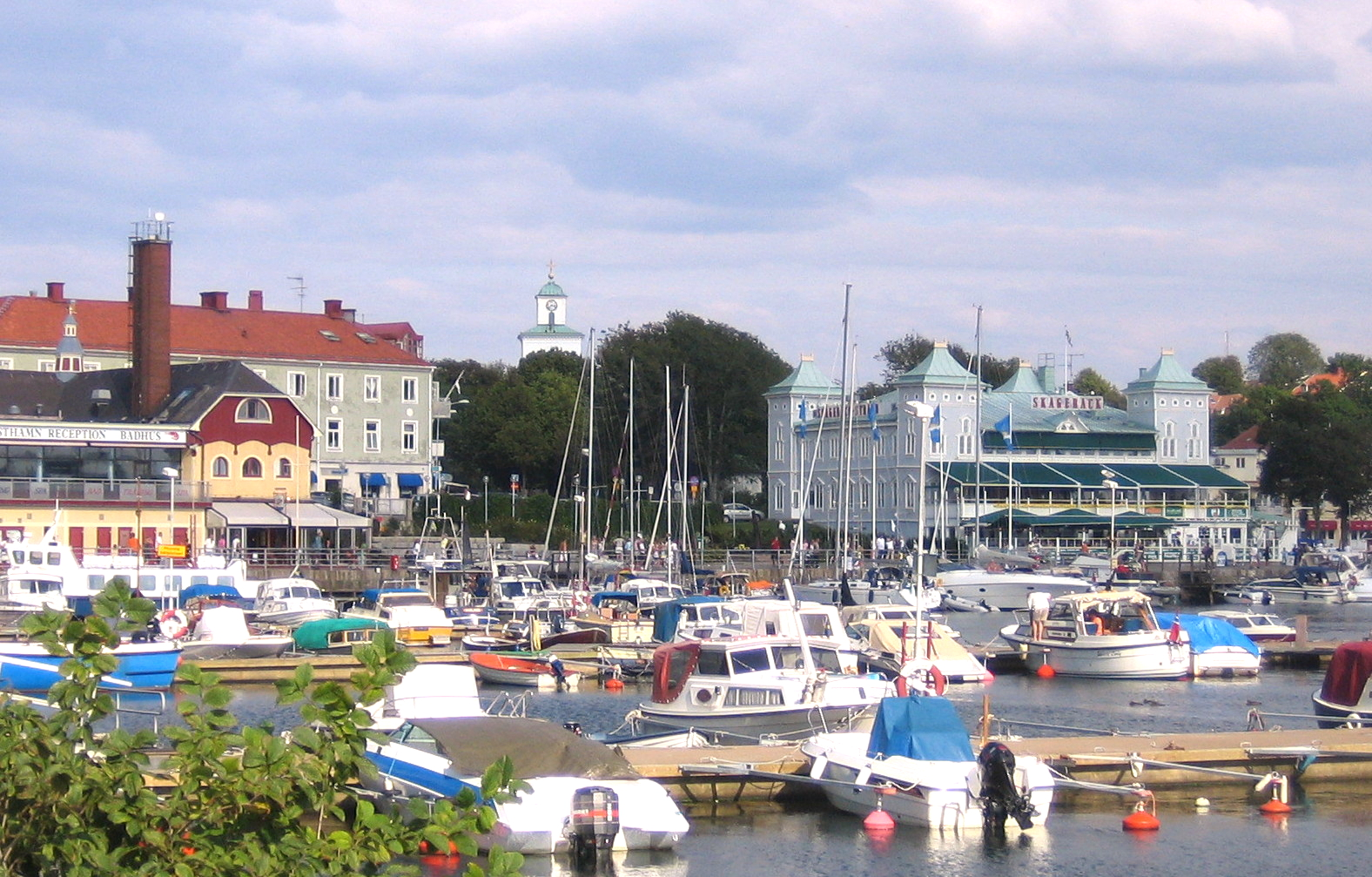
Strömstad od strony przystani